# Золтан Дани
Золтан Дани (унг. Dani Zoltán) е полковник от бившите югославски противовъздушни (зенитни) сили.
В разгара на бомбардировките срещу Югославия по време на Косовската война сваля над сремското село Буджановци (на сърбохърватски: Buđanovci) „невидим“ американски Lockheed F-117 (стелт) на 27 март 1999 г.
Золтан Дани е етнически унгарец, а по професия хлебар. След „куриоза“, при който със стара противовъздушна военна техника съветско производство (С-125) е свален един от най-модерните модели самолети на въоръжение в армията на САЩ, изработен по най-съвременна иновационна технология, и в контекста на атаките на 11 септември 2001, САЩ преразглеждат плановете си по отношение стратегическите военни разработки и техника, която следва да приемат на въоръжение в армията на САЩ. След свалянето на самолета злите езици мълвят, че трофеят е прибран от ГРУ за изследване.
Батарея, командвана от Золтан Дани, сваля и самолет F-16. Подразделенията под командването на Дани за времето на въздушните удари срещу бивша Югославия не дават нито една загуба в жива сила и техника.
Золтан Дани е завършил Минското висше инженерно зенитно-ракетно училище по времето на СССР. При въздушните удари на НАТО срещу бивша Югославия командва 3 батареи зенитни установки С-125 с РЛС, предназначени да осигуряват противовъздушната защита на Белград.
След края на войната Дани е потърсил връзка с пилота на сваления от него самолет – американеца от словенски произход Дале Зелко. Двамата си разменят няколко имейла, а през 2011 г. се срещат лично (срещата им е заснета на филм) и стават приятели 

## Анекдоти
Свалянето на най-модерния американски самолет със стара съветска противовъздушна техника, модификация 1960 година, ражда множество афоризми. В контролираната от Милошевич сръбска преса излизат снимки на сваления самолет с надпис „беше невидим“: 
| „ | био невидљив | “ |

На 1 септември 2004 година Золтан Дани се пенсионира и живее в родното Скореновац, Южнобанатски окръг на Войводина. Всяка година на 27 март отбелязва с торта с формата на F-117 деня, в който става световноизвестен. Към момента се занимава с развитие на селски туризъм в родния край.